# Karin Leitner
Karin Leitner (født 1972 i Wien) er en østrigsk fløjtenist. Hun har studeret ved Universität für Musik und darstellende Kunst Wien og ved Hochschule für Musik Freiburg. Hun har været ansat i sceneorkesteret ved Wiener Staatsoper og spiller regelmessig med Royal Philharmonic Orchestra, BBC Symphony Orchestra og London Mozart Players. Hun underviser hos Sandor Vegh Symposium for træblæsere og leder kammermusikworkshops i Irland, Nordirland, Kina, Iran og Sydafrika. Hun er medlem af Vienna Classical Trio og vinder af flere internationale priser og har udgivet flere CD'er.

## Diskografi
- 2001 The Gardens of Birr Castle Demesne
- 2007 Soul Alignment
- 2007 Music of Great Irish Houses